# Палтиниш (Караш-Северин)
Палтиниш (рум. Păltiniş) насеље је у Румунији у округу Караш-Северин у општини Палтиниш. Oпштина се налази на надморској висини од 268 m.

## Прошлост
По "Румунско енциклопедији" први помен места је из 1586. године. Када су Банат напустили Турци ту је 1717. године пописано 60 кућа. Аустријски царски ревизор Ерлер је 1774. године констатовао да место Ваља Бољ припада Букошничком округу, Карансебешког дистрикта. Становништво је било претежно влашко.
Од 1803. године до мађарске буне 1848. године господар села - спахилука био је српски племић Марко Михајловић. Место је средином 19. века било спахилук српске породице Шупљански "от Ваљабоуљ". Племић Јован Шупљански се јавља 1846. године у Карансебешу као купац књиге преведене на српски језик.
Према државном шематизму православног клира Угарске, 1846. године у месту живи 726 становника. Парохија припада Карансебешком протопрезвирату, а црквене матрикуле су заведене 1791. године. При православном храму служи тада парох поп Димитрије Јакобеско. У месну вероисповедну школу иде 43 ђака, којима предаје Пајус Лајеш.
Од 1964. године насеље се према државном декрету назива Палтиниш.

## Становништво
Према подацима из 2002. године у насељу је живело 2683 становника.

### Попис2002.
| Расподела становништва по националности 2002.‍ | Расподела становништва по националности 2002.‍ | Расподела становништва по националности 2002.‍ | Расподела становништва по националности 2002.‍ | Расподела становништва по националности 2002.‍ |
| --------------------------------------------- | --------------------------------------------- | --------------------------------------------- | --------------------------------------------- | --------------------------------------------- |
|                                               |                                               |                                               |                                               |                                               |
| Румуни                                        | Румуни                                        |                                               | 1.728                                         | 64,5%                                         |
| Мађари                                        | Мађари                                        |                                               | 3                                             | 0,1%                                          |
| Роми                                          | Роми                                          |                                               | 6                                             | 0,2%                                          |
| Украјинци                                     | Украјинци                                     |                                               | 929                                           | 34,7%                                         |
| други                                         | други                                         |                                               | 13                                            | 0,5%                                          |

### Хронологија
| Година       | 1992 | 1993 | 1994 | 1995 | 1996 | 1997 | 1998 | 1999 | 2000 | 2001 | 2002 | 2003 | 2004 | 2005 | 2006 | 2007 | 2008 | 2009 | 2010 | 2011 | 2012 | 2013 | 2014 | 2015 | 2016 | 2017 |
| ------------ | ---- | ---- | ---- | ---- | ---- | ---- | ---- | ---- | ---- | ---- | ---- | ---- | ---- | ---- | ---- | ---- | ---- | ---- | ---- | ---- | ---- | ---- | ---- | ---- | ---- | ---- |
| Становништво | 2737 | 2684 | 2644 | 2646 | 2647 | 2622 | 2607 | 2577 | 2549 | 2528 | 2539 | 2533 | 2518 | 2506 | 2486 | 2482 | 2489 | 2500 | 2488 | 2480 | 2485 | 2465 | 2461 | 2438 | 2451 | 2451 |